# Přemostění železnice u Pražské ulice v Hostivaři
Most u Pražské ulice v Hostivaři překračuje dvoukolejnou trať mezi stanicí Praha-Hostivař a odbočkou Záběhlice a souběžnou jednokolejnou trať mezi stanicemi Praha-Hostivař a Praha-Malešice. Spojuje sídliště Na Groši s málo zastavěnou oblastí v prodloužení ulice Za drahou, slouží jako přístupová cesta k několika domkům a k objektu cvičiště pro psy (bývalý Svazarm), lze tudy dojít též k mokřadu Triangl ležícímu nedaleko severně od mostu uvnitř trojúhelníku tvořeného železničními tratěmi.
Původní dřevěná lávka zde byla vybudována v roce 1940 a sloužila až do roku 1998, kdy byla stržena.
Nový železobetonový most byl otevřen 21. května 2004, o několik metrů blíže hostivařskému nádraží. Je 39 metrů dlouhý a necelých 6 metrů široký. Náklady na stavbu činily 14 milionů Kč. Je na něm vyznačena stezka pro chodce a cyklisty, demontovatelné sloupky však umožňují v případě potřeby i průjezd vozidel záchranného systému.
Od 9. května 2008 byla do části Pražské ulice vedoucí kolem západního předmostí poprvé přivedena i městská autobusová doprava a zřízena zastávka Sídliště Na Groši.